# Kavtjut
Kavtjut (armeniska: Կավճուտ) är en ort i Armenien. Till 1991 hette orten Ghovsjut (armeniska: Ղովշուտ). Den ligger i provinsen Siunik, i den sydöstra delen av landet, 180 kilometer sydost om huvudstaden Jerevan. Kavtjut ligger 1 369 meter över havet och antalet invånare är 112.
Terrängen runt Kavtjut är huvudsakligen bergig. Kavtjut ligger nere i en dal. Närmaste större samhälle är Kapan, 14,2 kilometer öster om Kavtjut. 
Trakten runt Kavtjut består i huvudsak av gräsmarker. Runt Kavtjut är det ganska glesbefolkat, med 42 invånare per kvadratkilometer.